# Nuveen
Nuveen ist ein US-amerikanischer Vermögensverwalter mit Sitz in Chicago, Vereinigte Staaten. Das Unternehmen ist eine hundertprozentige Tochtergesellschaft des Finanzdienstleisters TIAA. TIAA verwaltet Altersvorsorgeleistungen für gemeinnützige Einrichtungen wie Universitäten und deren Mitarbeiter. Dank der Integrationsbemühungen der letzten Jahre verwaltet Nuveen (oder unter seiner Marke stehende Tochtergesellschaften) das gesamte Kapital von TIAA sowie sämtliches Fremdkapital. Nuveen ist einer der wenigen nichtstaatlichen Vermögensverwalter weltweit, deren verwaltetes Vermögen in den letzten Jahren die Marke von 1,2 Billionen US-Dollar überschritten hat,  und einer der wenigen, die nicht Teil einer größeren Organisation sind, die Privat- oder institutionelles Bankgeschäft im großen Maßstab anbietet.
Nuveen konzentrierte sich ursprünglich ausschließlich auf die Zeichnung und Anlage von Kommunalanleihen. Heute deckt das Unternehmen nahezu alle wichtigen Bereiche der Kapitalmärkte ab und ist insbesondere für seine Größe und seinen Einfluss im Bereich der inländischen festverzinslichen Wertpapiere, insbesondere der steuerlich begünstigten Kommunalanleihen und des privaten Immobilienmarktes bekannt.
Die drei größten Niederlassungen des Unternehmens befinden sich weltweit in Chicago (Hauptsitz von Nuveen), Charlotte und New York City (Hauptsitz der Muttergesellschaft TIAA). Über ein Dutzend kleinere Niederlassungen weltweit unterstützen regionale Kunden.

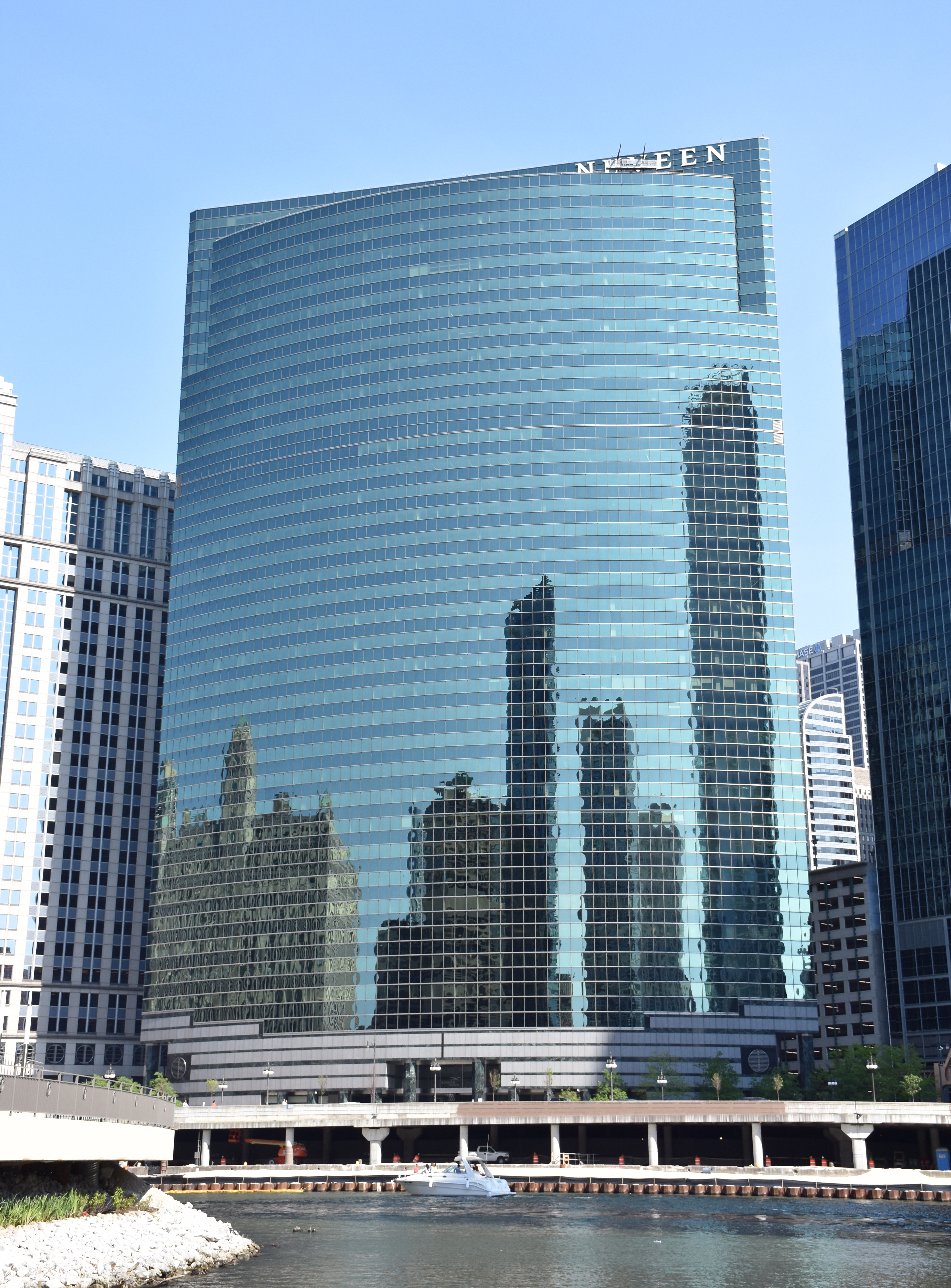
Hauptgebäude von Nuveen in Chicago

## Geschichte
Nuveen Investments wurde 1898 als John Nuveen & Company gegründet. Gründer John Nuveen Sr. gründete das Unternehmen als Investmentbanking-Unternehmen mit Spezialisierung auf die Zeichnung und den Vertrieb von Kommunalanleihen. 1917 überschritten die Einkünfte der damals kleinen Firma die Marke von 300.00 US-Dollar. 1940 war Nuveen der größte Spezialist für Öffentliche Anleihen in den USA. Die erste Anleihe, die das Unternehmen zeichnete, war für ein Wasserversorgungsunternehmen in Minnesota bestimmt. Nach dem Zweiten Weltkrieg unterstützte John Nuveen Jr. die Verwaltung des Marshallplans.
1969 wurde das Unternehmen von Investors Diversified Services übernommen. Bis zu diesem Zeitpunkt war es eine börsennotierte Aktiengesellschaft. 1974 wurde es an die St. Paul Companies verkauft. 2007 wurde es privatisiert, nachdem es von einer Private-Equity-Gruppe unter der Führung von Madison Dearborn Partners für 5,4 Milliarden US-Dollar übernommen worden war. Nach den Turbulenzen der Finanzkrise 2008 und der europäischen Schuldenkrise sowie angesichts der zunehmenden Konsolidierung in der Finanzdienstleistungsbranche fusionierte Nuveen mit der heutigen Muttergesellschaft TIAA und übernahm seitdem deren gesamtes Investmentgeschäft.
Im Oktober 2022 vereinbarte Nuveen den Kauf von Europas größtem privaten Kreditgeber, Arcmont Asset Management, für über eine Milliarde US-Dollar. Nach Abschluss der Transaktion wurden eine neue Einheit namens Nuveen Private Capital gegründet, die die Geschäftsbereiche Arcmont und Churchill Asset Management umfasst.